# Sulphur Rock
Sulphur Rock est un village situé dans l’État américain de l'Arkansas, dans le comté d'Independence.